# 어셔 요새
어셔 요새(영어: Ussher Fort)는 가나 아크라 해안가에 위치한 식민지 시대 군사 건축물로, 네덜란드가 1649년 교역을 목적으로 건축했다. 약 200년간 서아프리카 해안 지역에서 벌어졌던 노예 무역의 거점이 되었으며, 1868년 영국에게 양도되었다.